# حجت‌آباد (سربیشه)
حجت‌آباد یک روستا در ایران است که در بخش مرکزی شهرستان سربیشه واقع شده‌است. حجت‌آباد ۲۴۵ نفر جمعیت دارد.